# Santa Coloma (Burgos)
Santa Coloma es una localidad del municipio burgalés de Merindad de Cuesta-Urria, en la comunidad autónoma de Castilla y León (España). 

## Localidades limítrofes
Confina con las siguientes localidades:
- Al noreste con Rufrancos.
- Al este con La Prada y Las Viadas.
- Al sur con Parayuelo.
- Al suroeste con Hedeso.
- Al noroeste con Extramiana.

## Demografía
Evolución de la población
| Gráfica de evolución demográfica de Santa Coloma entre 2000 y 2017 |
|                                                                    |
| Población de derecho (2000-2017) según el padrón municipal del INE |

## Historia
Así se describe a Santa Coloma en el tomo VI del Diccionario geográfico-estadístico-histórico de España y sus posesiones de Ultramar, obra impulsada por Pascual Madoz a mediados del siglo XIX:

Villa en la provincia, diócesis, audiencia territorial y capitanía general de Burgos (13 leguas), partido judicial de Villarcayo (4), ayuntamiento titulado de la merindad de Cuesta-Urría, a la cual pertenece. Esta pequeña población se compone de 7 casas y de una iglesia parroquial bajo la advocación de San Silvestre; servida por un cura de provisión en patrimoniales. Confina el término N con las sierras de Plágaro; E Revilla; S Leciñana, y O las Viadas. El terreno es de mediana calidad, y sus producciones son trigo, alaga, centeno, cebada, comuña, avena, habas, garbanzos y legumbres, algunas frutas y ganado lanar, vacuno, yeguar y cabrío. Industria: la agrícola. Población: 5 vecinos, 19 almas. Capital productivo: 59.300 reales. Imponible: 5.389 reales.
Diccionario geográfico-estadístico-histórico de España y sus posesiones de Ultramar